# Ancône
Ancône là một xã thuộc tỉnh Drôme trong vùng Auvergne-Rhône-Alpes đông nam nước Pháp. Xã Ancône nằm ở khu vực có độ cao từ 58-76 mét trên mực nước biển.